# Золочівське (Березівський район)
Зо́лочівське (раніше Клеєфельд, Кляйфельд, Кляйнфельд) — село Старомаяківської сільської громади Березівського району Одеської області в Україні. Населення становить 77 осіб.

## Населення
Згідно з переписом УРСР 1989 року чисельність наявного населення села становила 95 осіб, з яких 36 чоловіків та 59 жінок.
За переписом населення України 2001 року в селі мешкало 77 осіб.

### Мова
Розподіл населення за рідною мовою за даними перепису 2001 року:
| Мова       | Відсоток |
| ---------- | -------- |
| українська | 84,42 %  |
| молдовська | 10,39 %  |
| болгарська | 2,60 %   |
| німецька   | 1,30 %   |
| російська  | 1,30 %   |